# La Nouvelle Blanche-Neige
La Nouvelle Blanche-Neige est un téléfilm musical français réalisé par Laurent Bénégui et diffusé pour la première fois le 30 décembre 2011 sur France 2.

## Synopsis
Stéphane Leroy, un riche industriel, a récemment convolé en justes noces avec la vénéneuse Gabrielle. Laquelle, perfide, ne peut que se réjouir : Stéphane a sombré dans le coma, et elle s'apprête à prendre la main sur son empire et son immense fortune. Mais une nouvelle inattendue vient stopper net son élan enthousiaste : son mari aurait une fille, Blanche, qui vivrait recluse dans un pensionnat de jeunes filles. Et Blanche serait sur le point de fêter ses 18 ans, ce qui ferait d'elle une rivale redoutable. Mais la naïve jeune femme ne rêve que d'Adrien Neige, un vrai prince charmant, célèbre photographe. Bientôt pourchassée, Blanche trouve refuge dans une cité de banlieue ...

## Fiche technique
- Scénario : Laurent Bénégui, d'après une idée de Florence Sandis et Fabrice Nataf
- Pays :  France
- Production : Gaëlle Cholet et Gazelle et Cie (producteurs), Thierry Bizot, Emmanuel Chain, Guillaume Renouil (producteurs associés)
- Musique : Benjamin Raffaelli (direction musicale, arrangements et composition)
- Durée : 85 minutes

## Distribution
- Lou de Laâge : Blanche Métellier (Blanche-Neige)
- Claire Keim : Gabrielle (La méchante reine)
- Sam Karmann : Stéphane Leroy (Le père de Banche-Neige)
- Alain Fromager : Grimm (Le chasseur et le narrateur)
- Sofiia Manousha : Malika
- Benoît Maréchal : Adrien Neige (Le prince charmant)
- Armelle : la directrice
- Alain Beigel : Docteur Ducoeur
- Bruno Solo : le commissaire
- Jean-Yves Tual : Maître Miroir (Le miroir magique)
- Anne Duverneuil : Véro
- Victoria Petrosillo : Miss Pepette (Directrice de l'institut de beauté)
- David Decarme : le directeur de services
- Frédéric Norbert : le SDF

### Les sept enfants(Les sept nains)
- Rie Hanafusa : Voleuse
- Morgane Florentiny : Tchatcheuse
- Jonas Hamon : Gaffeur
- Lilou Bénégui : Rêveuse
- Calixte Broisin-Doutaz : Grapheur
- Sophia Moussahidine : Boudeuse
- Louka Masset : Téléchargeur